# جرژنگن
جرژنگن (به لهستانی:  Dzierżenin) یک روستا در لهستان است که در گمینا پوکژونگتسا واقع شده‌است.